# Lăng Trường Thái
Lăng Trường Thái (tên Hán 長泰陵), tức lăng Thế Tôn Hiếu Vũ Hoàng Đế - Nguyễn Phúc Khoát (sinh ngày 26 tháng 9 năm 1714, mất ngày 7 tháng 7 năm 1765, là vị Chúa thứ 8 của 9 đời Chúa Nguyễn, còn gọi là chúa Võ hay Nguyễn Thế Tông).

## Vị trí
Lăng ở núi La Khê, huyện Hương Trà, nay là làng La Khê, xã Hương Thọ, thị xã Hương Trà, thành phố Huế. Lăng nằm ở tả ngạn dòng Tả Trạch, cách bờ sông khoảng 800m, cách trung tâm thành phố Huế khoảng 10,5 km đường chim bay về hướng tây-nam. Lăng nằm trong quần thể lăng chúa Nguyễn Hoàng (gồm lăng Trường Cơ, Trường Thái, Trường Thiệu và lăng Hải Đông Quận vương Nguyễn Phúc Đồng), được công nhận di tích cấp quốc gia QĐ số 2009/1998-QĐ/ BVHTT ngày 26/9/1998.

## Bố cục kiến trúc
Lăng cũng nằm trên một quả đồi cao, xoay về hướng chính bắc, trước mặt là đồng ruộng, có một hệ thống bậc cấp dẫn lên lăng, giờ đã hư hại khá nhiều.
Mô thức xây dựng lăng không khác gì các lăng Chúa Nguyễn khác. Lăng gồm 2 vòng thành. Vòng thành bao bọc bên ngoài có chu vi 126,8m, thành cao 2,53m. Vòng trong chu vi 61,2m, thành cao 1,45m. Bình phong sau cổng trang trí hai mặt, phía trước là hình kỳ lân, hiện chỉ còn dấu vết mờ nhạt, phía sau trang trí rồng, hiện còn khá nguyên vẹn và rất đẹp.
Mộ gồm 2 tầng. Tầng trên rộng 250 cm, dài 325 cm, cao 28 cm. Tầng dưới rộng 510 cm, dài 610 cm, cao 20 cm. Hương án trước mộ còn khá nguyên vẹn.

## Tình trạng
Đây cũng là một trong những lăng chúa Nguyễn nằm ở vị trí hẻo lánh và khó tiếp cận nhất. Lăng bị xuống cấp theo thời gian với một số đoạn tường bên trong và bên ngoài hư hỏng, phần mũ thành không còn hoặc phần còn nhưng gạch đã lung lay.
Tại Festival Huế 2020, nơi đây đã từng diễn ra lễ hành hương tri ân người khai sinh ra áo dài Việt Nam - chúa Nguyễn Phúc Khoát.
Đầu tháng 1 năm 2025, lăng chúa Trường Thái bị kẻ gian đào trộm.